# Ludwig Buchhorn

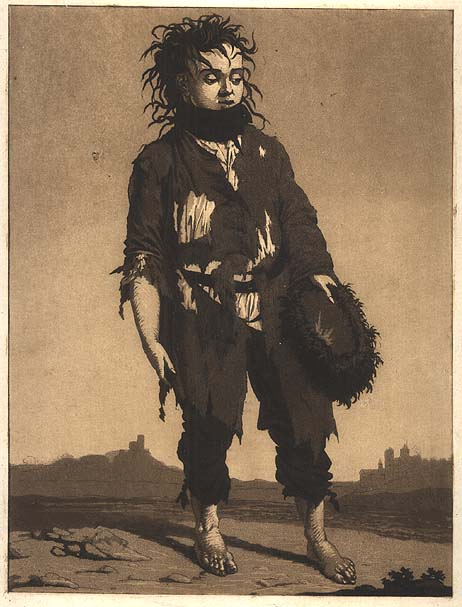
Jeune mendiant, aquatinte.

Karl Ludwig Bernhard Christian Buchhorn, né le 18 avril 1770 à Halberstadt et mort à Berlin le 13 novembre 1856 , est un peintre et graveur prussien.

## Biographie
Entre 1790 et 1793, Ludwig Buchhorn suit les cours de Daniel Berger à l'Académie des arts de Berlin. Il apprend l'aquatinte, la lithographie et le dessin au crayon. De 1797 à 1803, il travaille comme dessinateur et graveur de taille-douce à Dessau, puis un certain temps indépendamment.
En 1806, il s'installe à Berlin et travaille à l'Académie. En 1811, on le nomme « membre ordinaire » puis, trois ans plus tard, maître de conférences en dessin et gravure. En 1814, il fonde avec d'autres autres artistes l'Association des artistes berlinois.
Après la mort du maître Daniel Berger en 1824, Ludwig Buchhorn lui succède à la tête de l'école de gravure. Il aura comme élèves Friedrich Eduard Eichens, Reinhard Rudolph Hertzberg (de), Hermann Kramer (de), Eduard Mandel, Adolph Schroedter.
Ludwig Buchhorn est d'abord très influencé par son maître Daniel Berger puis trouve son propre style auprès de Franz Krüger et Johann Gottfried Schadow et travaille de plus en plus d'après nature. Avec Schadow, il devient l'un des dessinateurs les plus réputés de Berlin.
Les peintres Carl Kretschmar (de) et Georg Friedrich Adolph Schöner (de) ont fait le portrait de Ludwig Buchhorn.